# 劉暁波
劉 暁波（りゅう ぎょうは、1955年12月28日 - 2017年7月13日）は、中華人民共和国の著作家。元北京師範大学中国語言文学系講師。民主化運動を始め広範な人権活動に参加し、度々投獄された。4度目の投獄中の2010年、ノーベル平和賞を受賞。服役中のまま2017年に死去した。

## 人物

### 生い立ち
吉林省長春市生まれ。1969年、上山下郷運動が行われている間、父と共にホルチン右翼前旗に移る。吉林大学で中国文学を学んだあと、北京師範大学に進学。1984年に修士号取得後、同校で教職に就く。1980年代半ば、文学評論家李沢厚に対する批判で、中国文壇の「ダークホース」と呼ばれた。1988年、「美学と人間的自由」により、同校で文学博士号取得。その後、オスロ大学、ハワイ大学、コロンビア大学で客員研究員。

### 人権活動期
1989年に中国で民主化運動が勃発すると、コロンビア大学の客員研究者として米国滞在中に即座に帰国を決め、運動に身を投じる。六四天安門事件直前、他の知識人3名（侯徳健、高新、周舵）と共に、学生たちの断食抗議に参加した。人民解放軍が天安門広場に突入する寸前、4人は学生たちに武器を捨てるよう説得する一方、軍と交渉し、「四君子（4人の指導的知識人）」と呼ばれた。
事件後に「反革命罪」で投獄された。六四天安門事件の他の政治リーダーの多くが欧米からの圧力もあり「病気療養」の名目で出国許可される中で、1991年の釈放後も出国せずに引き続き文章を発表し、六四天安門事件の殉難者の名誉回復と人権保障などの民主化を呼びかけ、更に2度の投獄や強制労働を受けた。
2008年、「世界人権宣言」発表60周年を画期として発表された、中国の大幅な民主化を求める「零八憲章」の主な起草者となり、再び中国当局に身柄を拘束された。
当初より「言論の自由」を理由に無罪を主張していたが、2009年12月25日、懲役11年および政治的権利剥奪2年の判決が下され、4度目の投獄となり遼寧省錦州市の錦州監獄で服役した。
2010年にノーベル平和賞を受賞し、中国在住の中国人として初のノーベル賞受賞者となった。劉は、「この受賞は天安門事件で犠牲になった人々の魂に贈られたものだ」と語り、涙を流したとされる。投獄中の人物に平和賞が贈られたのは、1935年に受賞したカール・フォン・オシエツキー以来2人目である（1991年に受賞したアウンサンスーチーは獄中ではなく自宅軟禁中）。受賞から死去まで一度も解放されなかったノーベル賞受賞者は劉暁波のみである。

### 死去

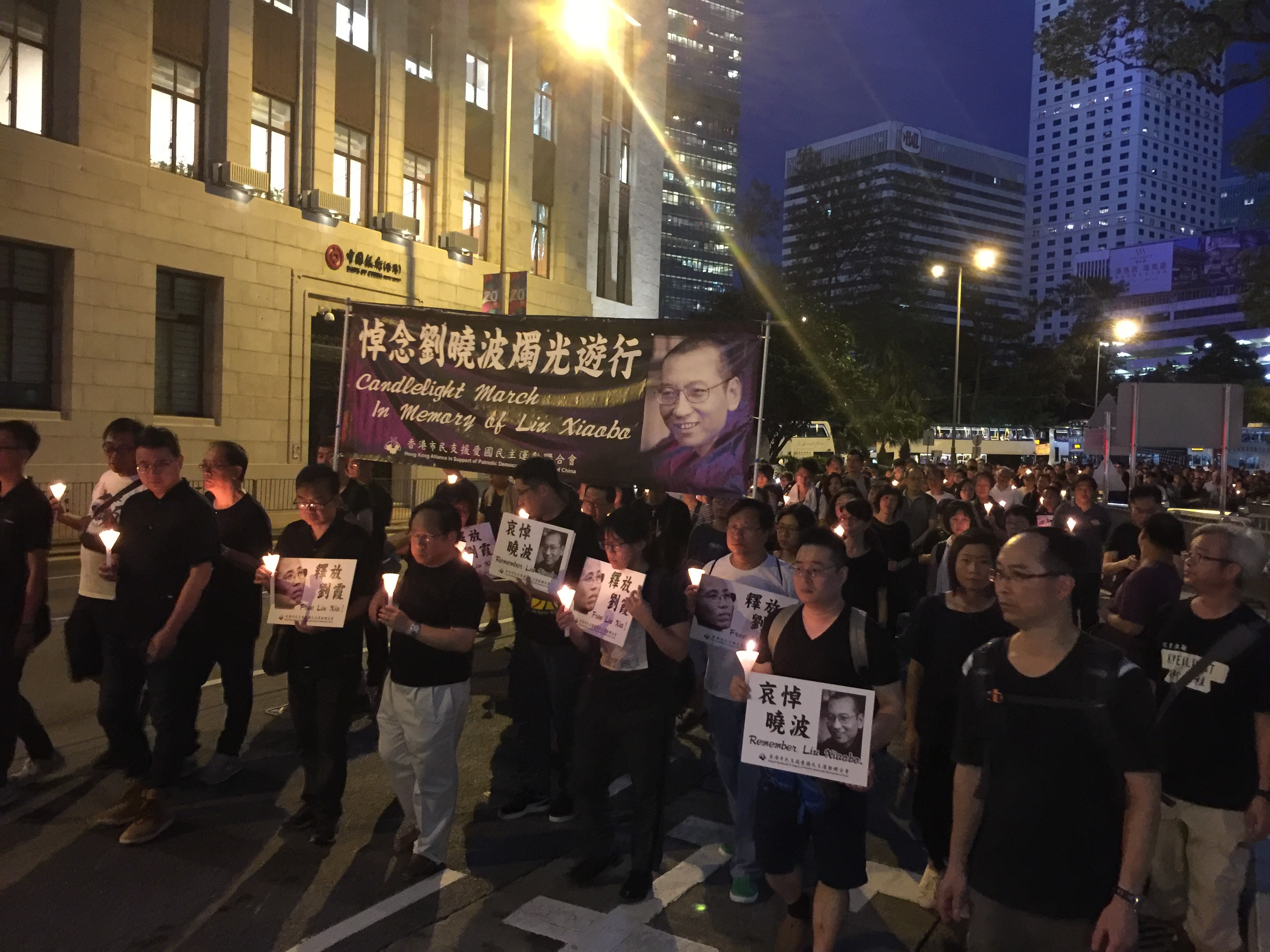
劉暁波の追悼デモ

2017年6月26日に遼寧省監獄管理局がおこなった発表によると、末期の肝臓癌と診断され入院していた劉は、家族による治療のための仮出所申請が許可され、監獄から当局の厳重な隔離措置の下に置かれている中国医科大学付属第一病院に移された。国際社会からは劉を国外に移送し治療すべきとの声が高まり、ドイツやアメリカ合衆国も受け入れを表明したが、中華人民共和国の政府及び医療チームは容態を理由に拒否。
7月9日、テキサス大学MDアンダーソンがんセンターが劉に対しカンファレンスを参加した独米両国の医学者が連合声明が発表した、声明によって、中国医学会が出した診断を同意したが、治療手段では介入療法や放射線療法などほかの選択がある、よって一秒もはやく劉を国外での治療を受けさせるべきだと主張した。しかし、中国医科大学付属第一病院のウェブサイトでは「独米専門家は劉に対して国外に移送してもより良い治療法がないと判断した」という声明を掲載した。7月10日、当局は劉が危篤状態に陥ったと発表。

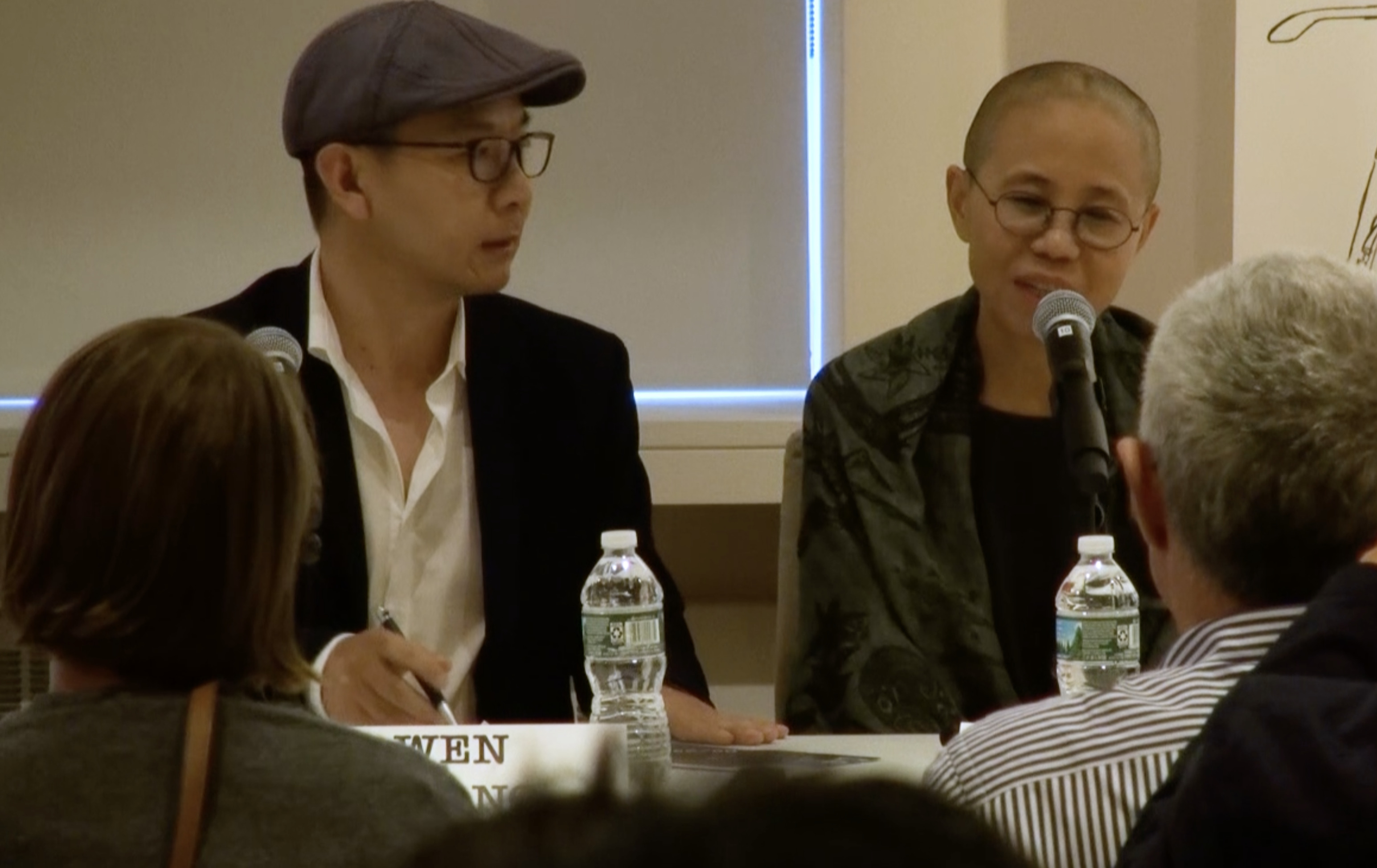
妻の劉霞（右）

そして現地時間の7月13日午後5時35分、劉は妻・劉霞ら家族に看取られ、肝臓癌による多臓器不全のため死去。61歳没。当局によれば、最期の言葉は妻に対する「あなたはしっかり生きなさい」「幸せに暮らして」だったと伝えられているが、妻も北京当局による隔離措置の下に置かれていた。
訃報を受け、ノルウェー・ノーベル委員会は北京当局のずさんな治療責任に対して非難声明を公表した。一方、アメリカ合衆国のドナルド・トランプ大統領はこれを無視して習近平を絶賛する発言を行ったことへの批判を受けて5時間後にホワイトハウスは4行の追悼声明を発表した。
投獄中にノーベル賞平和賞を贈られ獄中で死去したのは、1935年に受賞したカール・フォン・オシエツキーに次いで2人目である。

### 死後
当局は、劉暁波の墓を作ることを認めず、劉暁波死後は彼の遺骨を海に散骨させた。また、劉暁波の兄が記者会見を開き、記者会見内で「中国共産党と政府に感謝する」と発言した。
2018年7月10日、北京で8年間、自宅軟禁状態に置かれていた妻・劉霞の出国が認められ、ドイツに到着した。一周忌にあたる2018年7月13日、香港の民主活動家らが中国政府の庁舎前で民主化を求めるデモを行なった。

## ノーベル平和賞受賞

### 選考段階
中国政府は劉がノーベル平和賞の選考で候補となった時点で、ノルウェー・ノーベル委員会に対し「劉暁波に（ノーベル平和賞を）授与すれば中国とノルウェーの関係は悪化するだろう」と述べ、選考への圧力と報道された。

### 受賞
2010年10月8日、劉のノーベル平和賞受賞が発表された。ノーベル委員会は受賞理由として、「中国における基本的人権のために長年、非暴力的な闘いをしてきた」ことを挙げ、劉への授与の決定は有罪確定時の同年2月には「不可避の状況になっていた」こと、選考は全会一致であったことなどを発表した。

### 受賞後の影響・反響

#### 各国の反応
受賞直後の中華人民共和国を除く各国の主な反応には以下がある。

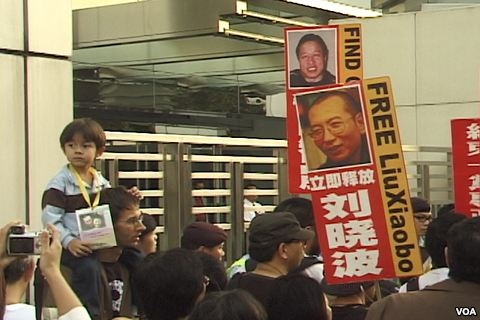
劉暁波の釈放要求集会

- 前年度のノーベル平和賞受賞者でもあるアメリカ合衆国大統領のバラク・オバマは「劉暁波は、民主主義という万国共通の価値を平和的に推進する勇気あるスポークスマン」「基本的人権は何よりも尊重されるべき」と発言し、劉を釈放するよう中華人民共和国政府に要求する姿勢を示した[38]。
- 国際連合事務総長の潘基文は「人権向上の実践を求める国際世論の高まりを示すもの」と劉暁波氏の受賞を評価した[39]。
- 欧州連合のバローゾ欧州委員長は「ノーベル委員会の決定は、個人的な犠牲を伴って自由と人権を追求するすべての人々を支持する強いメッセージだ」との声明を出した。
- フランス外務大臣のベルナール・クシュネルは「フランスはEUと同様に逮捕直後から懸念を表明し、繰り返し釈放を求めてきた」と声明を出した[40]。
- 1989年のノーベル平和賞受賞者でもあるダライ・ラマ14世は「ふさわしい時に、ふさわしい人が選ばれた。劉氏の後ろには数千人の市民がおり、中国の変化に大きく寄与するだろう」「中国は変わらなければならない。」と声明を出した[41]。
- アメリカ合衆国亡命中の中国人反体制物理学者の方励之は「彼（劉暁波）の受賞は、中国の民主化に積極的な役割を果たすものと思う」旨のコメントを発表した[42]。
- 日本の菅直人首相は参院予算委員会で「中国において普遍的価値である人権と基本的自由が保障されることが重要」「釈放されることが望ましい」と述べた[43]。

#### 中国政府による抗議と対抗措置
受賞発表直後に中華人民共和国外交部は「（劉の受賞は）ノーベル平和賞を冒涜するもので、我が国とノルウェーの関係に損害をもたらす」と批判した。更に中華人民共和国政府は在北京のノルウェー特命全権大使に対して劉のノーベル平和賞受賞に強く抗議を行った。また中華人民共和国の国内でノーベル平和賞授与決定を放映中のCNNやNHKワールドの報道番組が遮断され、その後もインターネット上のメールや検索などの遮断が続いていると報道された。翌9日、中国各誌は授与を批判する中華人民共和国外交部報道局長の談話を報道する形で間接的に報道し、人民日報系の環球時報は「ノーベル平和賞は西側の利益の政治的な道具になった。平和賞を利用して中国社会を裂こうとしている」と批判した。

受賞直後、海外メディアが自宅に住む妻・劉霞にインタビューを試みたが、現地公安当局によって厳しく規制線がはられており、劉霞自身も電話インタビューに応じた直後、電話回線が通じなくなっており、事実上当局による軟禁状態にある。
また、世界各国での受賞への賛同意見に対し、中国外交部は定例会見で「中国への内政干渉は許さない」、「現状で、中国の関係部門がノルウェー政府との協力推進を望まないことは理解できる」、「劉暁波は犯罪者だ。彼に平和賞を与えることは中国国内で犯罪を奨励することにほかならず、中国への主権侵害でもある」と主張した。
2010年10月21日には、劉の釈放を求める署名活動を行っていた崔衛平北京電影学院教授が拘束された。
10月29日には、ノーベル賞の歴代受賞者により劉の釈放を求めるグループが結成されダライ・ラマなどが参加していると報道された。
英国デイリー・ニューズ紙によると、2010年に開催された第60回ミス・ワールド大会では、開催国である中華人民共和国側から選考委員に対して「ミス・ノルウェーは低い点に抑えるよう」との圧力がかけられ、ミス・ノルウェーのマリアン・バークダルは、5位にも入ることができなかった。これは劉の受賞に対する中国政府の対抗措置であるといわれている。

#### 受賞式典への影響
中国政府は2010年10月下旬以降に、ノルウェーにある欧州各国の大使館に対し、12月10日にオスロ市庁舎において行われるノーベル平和賞授賞式の式典に参加しないよう求める書簡を送った。
書簡では式典当日に劉暁波を支持する声明を発表しないようにも求めた。また北京においても、数カ国の外交官に対して同様の要請を行った。
授賞式当日は17か国が欠席した(中国・ロシア・カザフスタン・チュニジア・サウジアラビア・パキスタン・イラク・イラン・ベトナム・アフガニスタン・ベネズエラ・エジプト・スーダン・キューバ・モロッコ)。
授賞式当日には、中国政府は人権活動家のモンゴル族のハダを釈放したが直後に拘留した。

#### 「オスロの誓い」
劉のノーベル平和賞受賞を機に、世界で活動している中国人民主化活動家(民主中国陣線、中国民主団結連盟)、チベット独立派、ウイグル人独立運動家らがオスロに集結し、横の連携を誓う「オスロの誓い」が公表された。
各団体はこれまでに主導権争いなど内部対立の問題を抱えることもあったが、オスロでの会談の結果、運動をまとめる展開が見えたとした。
ニューヨーク在住の胡平(雑誌「北京の春」編集長)は「世界中に散っていた私たちが一堂に会することができた。
当面は力を合わせて『劉暁波氏の釈放』を求めていくことで一致した」とし、またスイス在住のチベット独立運動家ロブサン・シチタンも「これまでは中国人活動家とほとんど関係なく活動してきたが、これからは一緒にやっていきたい」と語り、ウイグル人独立ペンクラブ会長カイザー・ウーズンとともに中国人活動家らとの連携を示した。

## 解放要求

### アメリカ議会下院
2010年12月8日、アメリカ合衆国下院本会議は、劉の釈放を中国政府に要求する決議案を賛成402、反対1の圧倒的多数で採択した。

### ノルウェー・ノーベル委員会
2010年12月10日に開かれたノーベル賞授賞式において、ノルウェー・ノーベル委員会委員長のトルビョルン・ヤーグランは演説の中で「劉は何も悪いことはしていない」と、釈放を求めた。

## 年譜（略）
- 1955年12月28日: 吉林省長春市生まれ。
- 1969年 - 1973年: 両親と共に内モンゴル農村へ。
- 1974年7月: “知識青年”として吉林省農安県へ。
- 1976年11月: 長春市にて建築作業員。
- 1977年 - 1982年: 吉林大学文学部。1982年同校学士号取得。
- 1982年: 北京師範大学文学部修士課程入学、1984年同校文芸学修士号取得。
- 1984年 - 1986年: 北京師範大学文学部で教鞭を取る。
- 1986年 - 1988年: 北京師範大学文学部博士課程を履修、1988年文芸学博士号取得。
- 1988年8月 - 11月: ノルウェーのオスロ大学の要請を受け、中国現代文学を教える。
- 1988年12月 - 1989年2月: 米国ハワイ大学の要請を受け、中国哲学、中国現代政治と知識人のをテーマに研究と授業。
- 1989年3月 - 5月: 客員研究者として米国コロンビア大学へ。期間中に帰国、六・四事件に参加。
- 1989年4月27日 - 6月4日: 民主化運動に参加。
- 1989年6月6日 - 1991年1月: 「反革命罪」で投獄される。
- 1989年9月: 全ての公職を失う。
- 1991年1月 - 1995年: 北京にて文筆活動、人権運動、民主運動に従事。
- 1995年5月18日 - 1996年1月: 再び入獄、釈放後民主化運動、文筆活動を継続。
- 1996年10月8日 - 1999年10月7日: “労働教養”（中国特有の監禁刑罰）に処せられる。釈放後、北京の自宅でフリーライターとして、大量の時事評論や学術論文を発表する。
- 2003年11月: 独立中文筆会第二任会長に当選。
- 2005年11月2日: 引き続き独立中文筆会会長に当選留任。
- 2008年12月10日: 「零八憲章」の起草者となるも発表直前に身柄を拘束される[5]。
- 2009年6月23日: 「国家政権転覆扇動罪」などの容疑で北京市公安局に正式に逮捕された（新華社通信報道）[59]。
- 2009年12月: 11日に起訴され[60]、25日に北京の第1中級人民法院で「国家政権転覆扇動罪」により懲役11年の判決を言い渡された[61]。
- 2010年2月11日: 北京の高級人民法院が劉の控訴を棄却し、懲役11年および政治的権利はく奪2年の判決が確定[62]。
- 2010年10月8日: 民主化と人権の促進への貢献でノーベル平和賞を受賞。
- 2017年7月13日、瀋陽市の病院で、末期がんのため死去[63]。

## 受賞歴
- 1990年・1996年 - 国際人権NGOヒューマン・ライツ・ウォッチによる人権賞「ヘルマン・ハメット助成金」
- 2003年 - 中国民主教育基金会第17回「傑出民主人物賞」
- 2004年 - 「国境なき記者団」・フランス基金会の「言論の自由を守る賞」、月刊誌『開放』2004年1月号「マスコミの腐敗は最早ニュースではない」で第9回「人権ニュース優秀賞」
- 2005年 - 月刊誌『開放』2004年9月号「権力者の天国、弱者の地獄」で第10回「人権ニュース優秀賞」
- 2010年10月8日: 民主化と人権の促進への貢献でノーベル平和賞を受賞。

## 劉暁波判決文（2009年12月25日）
「告発、答弁、証言、判決」のうち、「判決」（抜粋）は以下のとおり。
判決
本法廷は、被告人劉暁波が、我国の人民民主独裁による国家政権と社会主義制度の転覆を目的とする文章を執筆してインターネット—情報伝達が速く、広域に伝播し、故に社会的影響力や大衆の注目度が大きい—上に発表し、我国の国家政権と社会主義制度を転覆するべく他者を誹謗・扇動したことを認める。本法廷は、被告人の行為が国家政権転覆扇動罪に該当するものと考える。（略）。重大な罪を犯した犯罪者として、法律に基づいて厳重に処罰されなければならない。（略）。インターネット上に誹謗中傷を行う文章を発表したことは、我国の国家政権と社会主義制度の転覆を扇動する行為であり、劉暁波の行為は言論の自由という範疇を明らかに超えたもので、犯罪である。（略）。（略）有期懲役11年、政治的権利剥奪2年に処する（（略）2020年6月21日までの期間）。（略）。

## 思想と主張

### 陳述「私に敵はいない」
2009年12月23日に「私に敵はいない」と題する陳述が発表された。その2日後の12月25日に、国家政権転覆扇動罪により懲役11年の判決を言い渡された。この「最後の陳述」はノーベル平和賞授賞式で代読された。
この陳述で劉は次のように発言している。
| 私の自由を奪った政権にいいたい。 20年前にハンスト宣言で表明した「私に敵はいない、憎しみもない」という信念に変わりはない。 私を監視し、逮捕し、尋問してきた警察、起訴した検察官、判決を下した裁判官はすべて私の敵ではない。監視や逮捕、起訴、判決は受け入れられないが、当局を代表して私を起訴した検察官の張栄革と潘雪晴も含め、あなた達の職業と人格を私は尊重する。 |

また劉は、1998年に中国政府が、国連の国際人権規約や国際人権法などの国際人権条約の批准を約束したこと、また2004年に中国政府が憲法改正し、「国家は人権を尊重し、保障する」と初めて明記し、人権が中国国内統治の基本的な原則の一つになったことを「中国共産党は執政理念の進歩を見せた」と賞賛している。なお、中国政府はのちに国家人権活動計画を提出している。
また、これまでの二度の拘禁について、北京市公安局第一看守所（拘置所。通称「北看」）の進歩を見たとしている。1996年の古い北看（北京市宣武区半歩橋）での拘禁と比べ、現在の北看は施設と管理が大きく改善され、「柔和になった」としている。
さらに劉は
| 私は中国の政治の進歩は止められないと堅く信じているし、将来の自由な中国の誕生にも楽観的な期待が満ちあふれている。自由へと向かう人間の欲求はどんな力でも止められないのだから、中国は人権を至上とする法治国家になるだろう。 こうした進歩が本件の審理にも表れ、合議制法廷の公正な裁決、歴史の検証に耐えうる裁決が下ると期待している。 |

としたうえで、「私の国が自由に表現できる場所となり、すべての国民の発言が同等に扱われるようになること」を望むとした。
その他劉の陳述は以下のとおりである。
| ここではあらゆる政治的見解が太陽の下で民衆に選ばれ、すべての国民が何も恐れずに政治的見解を発表し、異なる見解によって政治的な迫害を受けることがない。 |

| 私は期待する。私が中国で綿々と続いてきた「文字の獄」の最後の被害者になることを。表現の自由は人権の基礎で、人間性の根源で、真理の母だ。言論の自由を封殺するのは、人権を踏みにじり、人間性を窒息させ、真理を抑圧することだ。 |

### 中共も日本の右翼も謝罪はしない
劉暁波の文「中共も日本の右翼も謝罪はしない」において、日本の政治家が靖国神社に参拝したり、文部科学省が歴史教科書を改竄し美化したりすることで、「日本の軍国主義が復活する勢いはただ民間の極右にあるだけではなく、いよいよ日本政府の選択になりそうだ。」「今の中国はもう東亜病夫ではなく、軍事力の面ではアジアの強国になっている。しかし、日本の極右勢力は今でも侵略の歴史を歪め、日本政府も中国人に真摯に謝罪はしない。特に、ドイツ人と比べると、中国人はいっそう日本人に憤りを感じせざるを得ない。」ただし、劉暁波は中国人自身の歴史に対する態度には問題もあると思う。抗議活動には「韓国の反日は官民一体」、「中国の反日は民間積極だが、政府が消極。」この現象を生み出す原因は「日本の野蛮な戦争観」、「日本人の歪んだ民族優越感」、「中国人自身の内輪喧嘩と身勝手さと臆病」、「中共が政権についてから歴史の改ざん」、「日米同盟と中日の競争」であると劉暁波は思う。そのほか、彼は「中共の戦争観は日本の右翼のと同じ、それは勝者は審判を受けずという実用主義の戦争観と歴史観である」と思う。日本の極右に対して、中国は「一方、中共政権はまず誠実に自分の歴史を面しなくてはならない。それで、「西側の道義的に日本を看過し中国を孤立させる必要をなくす。ナチスの残余のように、日本軍国主義を世界中誰でも非難するものにする。」「もう一方、中国は韓国と反日同盟を結ぶべき、他の被害のアジアの国と連携して、そちらを道義的に孤立の立場に堕ちさせる」。

### その他の主張
- 1996年に発表した論文「冷戦からの教訓」の中で、「アメリカ合衆国を盟主とする自由主義陣営は、人権を踏み躙るほぼ全ての政権と闘ってきた。アメリカが関わった大きな戦争は、おしなべて倫理的に擁護できる」と結論付けるなど、親米的な姿勢が顕著である。
- パレスチナ問題でもアメリカの政策を支持しており、諸悪の根源は「挑発的な」パレスチナ人にあるとしている[70]。
- 2004年に刊行した著書「アングロアメリカ自由同盟に勝利を」でも、当時のブッシュ政権によるイラク戦争を支持した。同書の中で劉は、冷戦以後アメリカが主導した戦争を「如何にして現代文明に適する形で戦争を行うべきかを示した好例」として褒め称え、「イラクには自由で民主的かつ平和な社会が出現するであろう」とした[71]。
- 劉は自著『統一就是奴役...劉曉波論臺灣、香港及西藏』において、大一統と中国民主化は両立できず、台湾、香港、チベットは独立させるべきだと主張している[72]。

## 批判

### 丸川哲史と鈴木将久による劉暁波及び岩波書店への批判
岩波書店が2011年2月に刊行した『最後の審判を生き延びて――劉暁波文集』に訳者である丸川哲史および鈴木将久による劉暁波と彼へのノーベル平和賞授賞を批判する丸川哲史・鈴木将久「訳者解説」が付されているが、この丸川哲史・鈴木将久「訳者解説」および岩波書店について子安宣邦が「岩波書店によるこの書の刊行は、岩波書店の歴史だけではない、日本の出版史上に汚点を残す大きな不正である。それは道徳的にも、思想的にも許されるものではない」と厳しい批判を加えている。子安宣邦によれば、岩波書店および雑誌『世界』は、劉暁波が「08憲章」を2008年12月に公表してから、中国民主化運動に関心を示すどころか、劉暁波のノーベル平和賞受賞について雑誌において全く言及しないほど一貫して無視してきたにもかかわらず、劉暁波のノーベル平和賞受賞後、一転して劉暁波文集について独占的出版権を得た。これに対して子安宣邦は「『良識』を看板にしてきた岩波書店の商業主義的な退廃はここまできたか」と驚いた。
さらにこの文集の丸川哲史・鈴木将久「訳者解説」はノーベル平和賞受賞について「問いを立てておく必要」があるとして疑問点を述べているが、これについて子安宣邦は、「問いを立てる」とは劉暁波投獄の原因となった「『08憲章』における中国の民主的改革構想に、そしてその中心的起草者である劉暁波に対するノーベル賞の授賞に疑問がある」ということであり、さらに丸川哲史・鈴木将久による、
「人権や表現の自由という理念それ自体に関しては、実のところ誰も反対していないのであれば、劉氏への授賞の理由『長年にわたり、非暴力の手法を使い、中国において人権問題で闘い続けてきた』こととは別のところで、授賞は劉氏と『〇八憲章』の思想にある国家形態の転換に深く関連してしまう、ということである。平和賞授賞は、中国政府からすれば、やはり中国の国家形態の転換を支持する『内政干渉』と解釈されることとなりそうだ。その意味からも、ノーベル平和賞が持っている機能に対する問いを立てざるを得なくなる。」
という文章について、子安宣邦は
「これは実に曖昧で、不正確で、不誠実な文章である。劉暁波問題という現実とあまりに不釣り合いな、いい加減な文章である。これを読んで、何かが分かるか。分かるのはこの『解説』の筆者が中国政府の立場を代弁していることだけであろう。劉暁波は中国の国家体制の転覆を煽動する犯罪者であり、その国内犯罪者に授賞することは内政干渉であるとは、中国政府が主張するところである。丸川・鈴木はこの中国政府の主張と同じことを、自分の曖昧な言葉でのべているだけである。この曖昧さとは、これが代弁でしかないことを隠蔽する言語がもつ確信の無さである。私はこれほど醜悪で、汚い文章を読んだことはない。」
「劉暁波のノーベル賞受賞に因んで出版された書に、その授賞そのものを疑う 『解説』が付されていることをどう考えたらよいのか。これは常識的には考えられない出版行為である。これは普通ではない。特別な意図をもってした出版としてしか考えようがない。」
と強く批判し、岩波書店に謝罪と訂正改版の処置を公開で要求した。なお、丸川哲史、鈴木将久、岩波書店ともに子安宣邦の批判に反応していない。
高井潔司は、子安宣邦の丸川哲史・鈴木将久「訳者解説」批判には事実誤認があるとしつつも、それでも「劉暁波氏の受賞を歓迎しない岩波解説」は、「曖昧さを残している」として、丸川哲史・鈴木将久「訳者解説」は「『08憲章』に対して書名しなかった人が存在する」として秦暉を挙げ、「（秦氏は）『08憲章』がかつてヴァーツラフ・ハヴェル氏などが中心になって署名運動を展開したチェコスロバキアの『77憲章』を多く模倣しているとして、しかし社会状態の違う中国においてそのような手法は有効だろうか、と問いを立てる」「なぜなら、1977年のチェコスロバキアにおいては恐怖の圧政が第1番の課題であったが、現在の中国において喫緊の課題はむしろ経済問題だ。…そのような歴史的前提のない中国においては、それよりも、福祉や公共サービスをどうするかという『生存権』の議論の方が重要であるが、『08憲章』にはそれがない」と秦暉を利用しながら丸川哲史・鈴木将久の見解を述べるが、劉暁波は、「改革開放が国家の発展と社会の変化をもたらした」「仇敵意識の弱まりは、政権に対してしだいに人権の普遍性を受け入れるようになり、1998年には中国政府は国連の二つの重要な国際人権規約への署名を世界に約束したが、これは中国が普遍的な人権について国際的な基準の承認を行ったことを示すものであった。2004年に全国人民代表大会が憲法を改正し、『国家は人権を尊重し保障する』という文言をはじめて憲法を書き入れ、これは人権がすでに中国の法治の根本的な原則の一つになったことを示している」と述べており、評価が違うだけであり、劉暁波が生存権や経済を考慮していないという批判は全く当たらないとして、「秦氏こそ、いまや日本を追い越し世界第2のGDP大国となりながら、『生存権の方が大事』と主張し、政治改革や人権改善を先送りしようとする中国当局の代弁者になり下がっている」と批判する。丸川哲史・鈴木将久「訳者解説」は、ノーベル平和賞受賞決定後の10月11日に中国共産党内の自由派党員たちが「公民の言論出版の自由を実現しよう」とする公開書簡運動を取り上げ、「この公開書簡では、中国共産党総書記胡錦濤や国務院総理温家宝が言論の自由の重要性を述べた発言が強調された。日本ではあまり注目されていないが、温家宝は、2010年8月の深圳の講話から始まり、国内外で数回にわたり政治体制改革を進める決意を語った」「この公開書簡の求めた道は、中国共産党内の改革派の力を強めることであり、胡錦濤や温家宝の発言を実現することであった。劉曉波氏のノーベル平和賞受賞を境に、温家宝総理の政治体制改革への意欲は聞かれなくなった。長期的に見たとき、こうしたことが中国の民主化にどのような影響を与えるかは未知数である」という丸川哲史・鈴木将久「訳者解説」は、あたかも劉暁波のノーベル平和賞受賞が共産党内の改革派の足を引っ張ったかのように記述していると批判する。なお、2011年4月に花伝社から『劉曉波と中国民主化の行方』を出版した矢吹晋は、まえがきで「本書は劉暁波のノーベル平和賞受賞を契機として出版されるが、ノーベル賞に便乗しようというさもしい本ではない」と記述しているが、高井潔司は、これは丸川哲史・鈴木将久「訳者解説」の岩波本のことを皮肉っていることは明々白々と指摘する。
なお丸川哲史は、柄谷行人との「長池講義」において、劉暁波の思想が、ネオコンの思想家として著名なフランシス・フクヤマの思想を踏襲したものと解釈し、とりわけ「08憲章」14条における土地の私有化、15条における「財産権改革を通じて、多元的市場主体と競争メカニズムを導入し、金融参入の敷居を下げ、民間金融の発展に条件を提供し、金融システムの活力を充分に発揮させる」という箇所について、新自由主義的であると批判している。

## 著書
- 《選擇の批判──李沢厚との対話》（上海人民出版社、1987年）
- 《審美と人間の自由》（北京師範大学出版社、1988年）
- 《形而上学の迷霧》（上海人民出版社、1989年）
- 《未来の自由な中国は民間にあり》
- 《裸のままで神に向かう》（時代文芸出版社、1989年）
- 《終末日の生存者の独り言》（台湾中国時報出版社、1993年）
- 《中国現代政治と中国知識人》（台北唐山出版社、1990年）
- 《劉暁波劉霞詩集》（香港夏菲爾国際出版公司、2000年）
- 《統一就是奴役：劉曉波論臺灣、香港及西藏》（主流出版社、2016年）

### 日本語訳
- 『現代中国知識人批判』　野沢俊敬訳、徳間書店、1992年、ISBN 978-4-19-354974-4
- 『天安門事件から「08憲章」へ 中国民主化のための闘いと希望』劉燕子編、横沢泰夫ほか訳、藤原書店、2009年、ISBN 978-4-89434-721-2
- 『最後の審判を生き延びて 劉暁波文集』　丸川哲史・鈴木将久・及川淳子訳、岩波書店、2011年、ISBN　978-4-00-023038-4
- 詩集『牢屋の鼠』　田島安江・馬麗編訳、書肆侃侃房、2014年、ISBN　978-4-86385-139-9